# Ivar Holmquist
Ivar Holmquist, né en 1879 et mort en 1954, était un dirigeant sportif suédois et fut le premier président de la Fédération internationale de ski entre 1924 et 1934, laissant sa place à Nicolai Ramm Østgård.
Natif de Suède, il débuta une carrière militaire atteignant le grade de Lieutenant-général dans l'armée suédoise. Très vite il se passionne pour le ski et prend en 1923 la présidence de l'Association pour la promotion de ski et des activités de plein air en Suède, et devient à partir de la même année Vice-président de l'Association suédoise de ski avant de prendre un an plus tard en 1924 la présidence de la Fédération internationale de ski lors de sa création jusqu'en 1934, il devint alors président honneur jusqu'à son décès.